# Корб, Юлиан
Юлиан Корб (нем. Julian Korb; 21 марта 1992, Эссен) — бывший немецкий футболист, защитник.

## Клубная карьера
Юлиан начинал свою карьеру в скромных клубах из низших немецких дивизионов. В 2004 году он пополнил юниорский состав «Дуйсбурга», за который выступал два сезона. Затем Юлиан присоединился к системе мёнхенгладбахской «Боруссии». С 2010 по 2013 год он выступал за резервную команду. Дебют Юлиана в первой команде состоялся 5 мая 2012 года в матче с «Майнцем». Это был его единственный матч в дебютном сезоне. 6 декабря 2012 года Корб дебютировал в стартовом составе в матче Лиги Европы против «Фенербахче». С сезона 2013/14 Юлиан стал регулярно выступать за первую команду «Боруссии». Потеряв место в составе после прихода в клуб Дитера Хеккинга по ходу сезона 2016/17, Корб решил покинуть клуб.
В июне 2017 года Корб перешёл в «Ганновер 96», подписав контракт на три года.

## Карьера в сборной
Юлиан выступал за юношеские и молодёжные немецкие сборные всех возрастов. 28 декабря 2014 года Корб впервые был вызван в молодёжную сборную. В 2015 году Корб принял участие во всех четырёх матчах на чемпионате Европы среди молодёжных команд.